# Національний історико-культурний заповідник «Качанівка»
Націона́льний істо́рико-культу́рний запові́дник «Качані́вка» — садиба в селищі Качанівка Прилуцького району Чернігівської області на берегах річки Смош.
Заповідник створений 1981 року на основі палацового ансамблю та парку дворянської садиби, заснованої в 1770-х роках, яка на сьогодні є єдиною серед українських садиб, що збереглася в комплексі[джерело?]. В лютому 2001 року парку надано статус національного парку.
Урочище Качанівка розкинулось на околиці села у горбистій місцевості. Верхнє плато займає палацовий комплекс будівель, які є пам'ятниками архітектури, нижнє — мальовничий парк з 12 ставками, павільйонами, скульптурами, парковими містками, «руїнами», амфітеатром.
Генеральний директор комплексу — заслужений працівник культури Буренко Володимир Борисович.

## Палацовий ансамбль

### Палац

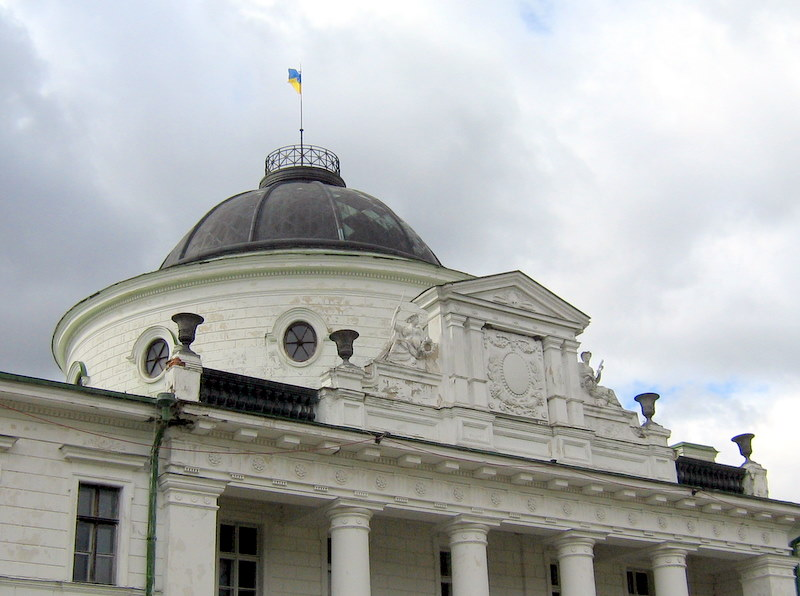
фронтон палацу

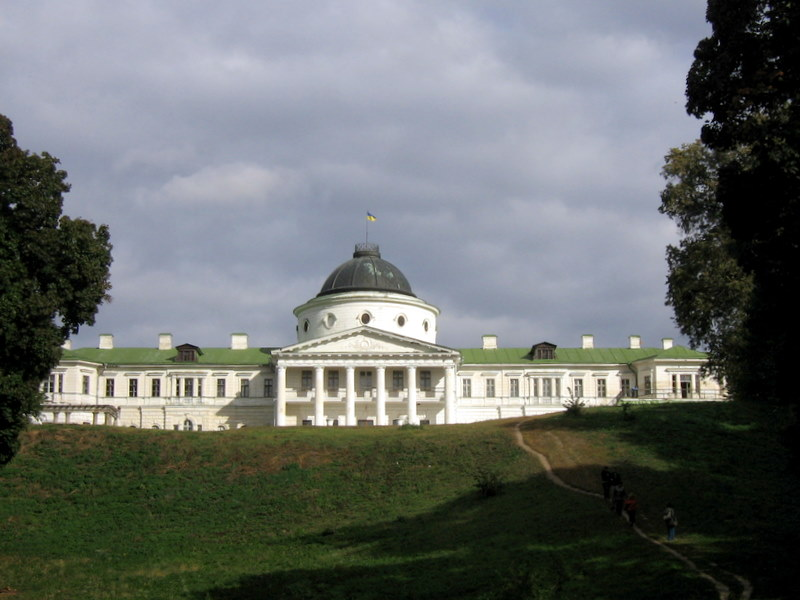
парковий фасад

Фото палацу 1880-го року

Палац — споруда в стилі класицизму з елементами, властивими періоду історизму, цегляна, другий поверх дерев'яний, фанерований цеглою. У інтер'єрах використано червоне дерево, дуб, мармур, штучний мармур, поліхромні метлахські кахлі, кольорове скло. Будівля двоповерхова, прямокутна в плані з трьома ризалітами з боку паркового фасаду. З боку головного фасаду під прямим кутом до палацу примикають два одноповерхові флігелі, завдяки яким палац зберігає традиційну, П-подібну в плані, форму.
Центральна частина палацу увінчана напівсферичним декоративним куполом на високому рустованому барабані. Ребристий купол завершується невеликим оглядовим майданчиком, захищеними металевими ґратами. По периметру барабана є ряд овальних вікон, обрамлених профільованою лиштвою. Центральна частина головного фасаду палацу підкреслена глибокою лоджією в два поверхи, обмеженою кутовими пілонами і 4-колонним портиком доричного ордеру, несучим антаблементом з тригліфами і розетками в метопах. Завершується портик складним за композицією уступчастим фронтоном, обабіч якого — парапет-балюстрада, прикрашена вазами. З боків центральної частини фронтону — скульптура, а в центрі — ліпна композиція, обмежена спареними пілястрами, що несуть антаблемент і трикутний фронтон. Стіни головного фасаду оброблені рустом. Віконні отвори прямокутні, над ними в 2-му поверсі прямі сандрики і ліпні прикраси.
Парковий фасад близький за рішенням до головного, але потрактований більш мальовничо. По центру — 6-колонний портик тосканського ордеру, увінчаний трикутним фронтоном, в тимпані якого ліпний мотив. Ризаліти і торцеві фасади оперезані колонадою в рівні 1-го поверху, що несе тераси 2-го поверху з ажурною металевою огорожею, їм відповідає балкон 2-го поверху в межах портика. Ризаліти по 1-му поверху заокруглені, по 2-му — 5-гранні.
Планування палацу — коридорно-анфіладне в центральному корпусі і коридорне у флігелях. Планувальна структура дійшла до наших днів. На 1-му поверсі вестибюль і літня зала, у вестибюлі фільонкова обшивка стін і дерев'яні сходи, що ведуть в їдальню і лицарська зала з професійним розписом плафона початку XIX століття. У палаці збереглися фрагменти старовинного інтер'єру — каміни, дзеркала на мармурових підставках, кахельні печі абощо. Основні габарити палацу в плані — 73×21 м. Палац становить великий інтерес як пам'ятник садибно-палацового типу XIX століття у комплексі з ансамблем. Велику цінність мають інтер'єри, що збереглися.

Інтер'єр палацу
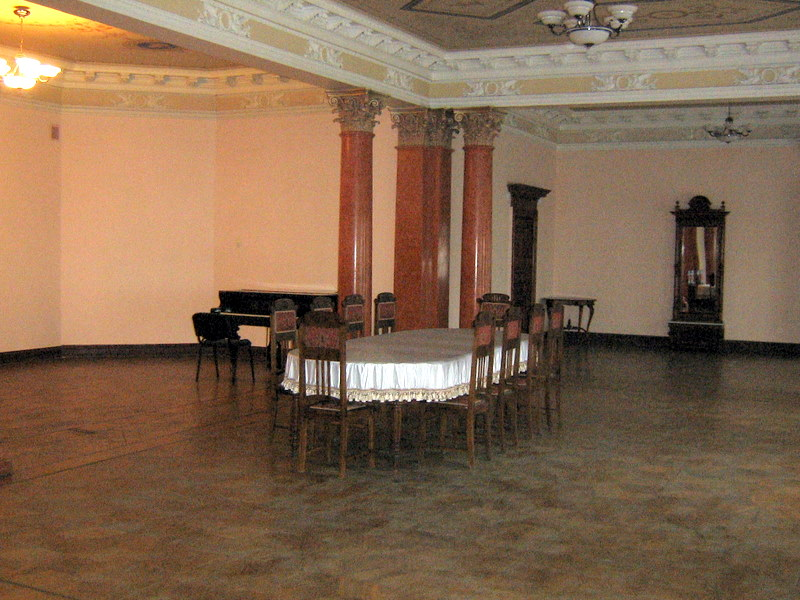
бенкетна зала
зала прийомів
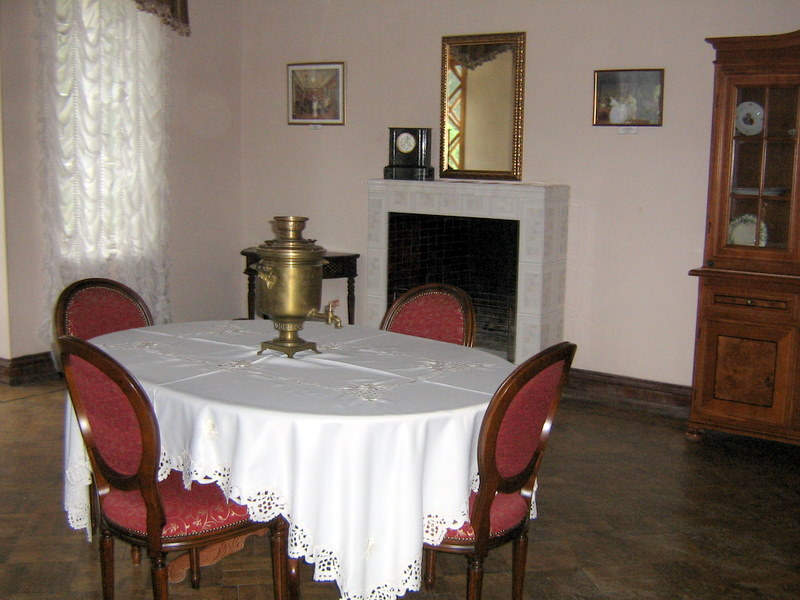
чайна кімната
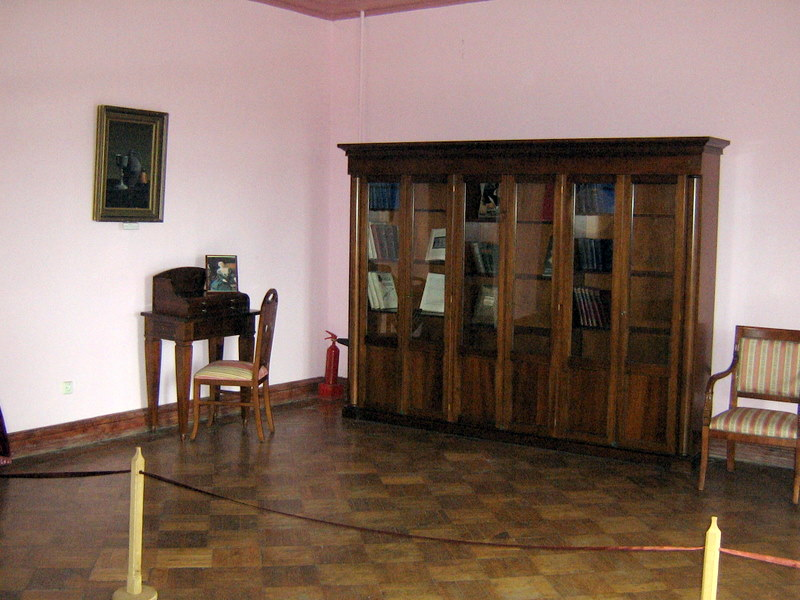
бібліотека

### Флігелі

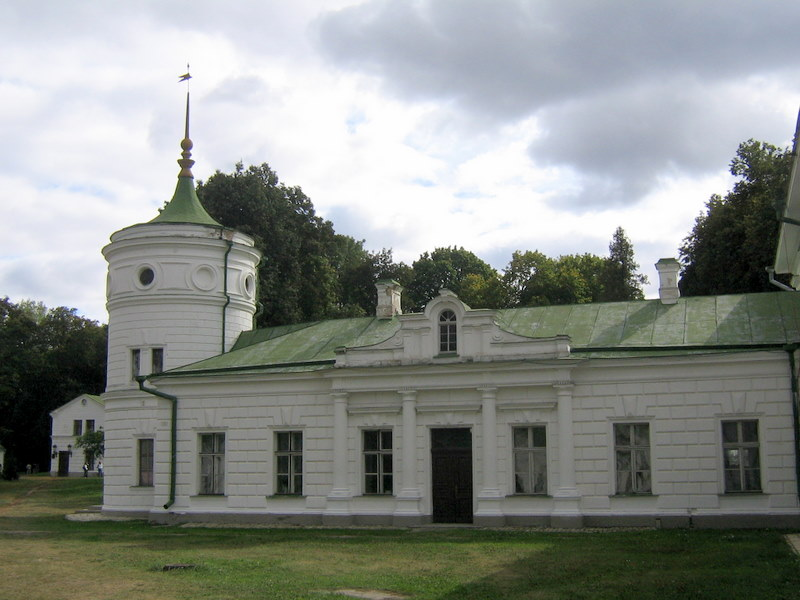
флігель з баштою

Флігелі, північний і південний (1770–1824) майже ідентичні за архітектурними формами. Побудовані одночасно з палацовим корпусом. Авторство, як і палацу, приписується архітектору Карлу Бланку. Будував архітектор М. К. Мосципанов. Спершу флігелі з'єднувалися з палацом одноповерховими переходами. В період з 1808 по 1824 роки над західною частиною флігелів розібрали мансарди, надбудували дерев'яний 2-й поверх, і тоді ця частина флігелів увійшла до складу палацу. Добудували східні частини флігелів, завдяки чому перед палацом утворився глибокий курдонер. Звели колонади південної і північної терас.
Флігелі вирішені в стилі класицизму з елементами історизму, цегляні, 1-поверхові, прямокутні в плані, тиньковані, рустовані, перекриті трискатним дахом з покрівлею з листової сталі. У середній частині фасадів флігелів, звернених до курдонеру, — 4-колонні пристінні портики, тричвертні колони яких підтримують антаблемент і фронтони з середньою підвищеною частиною, що членуються 4 пілястрами. Між середніми пілястрами — вікно з напівциркульною перемичкою, обрамленою аркою зі замковим каменем. Входи у флігелі — між двома середніми колонами портика. Прямокутні дверні і віконні отвори в межах портиків мають замкові камені і горизонтальні сандрики. У довгих фасадах обох флігелів з боків портиків по два прямокутні вікна з рустуванням у вигляді замкових каменів. Торець північного флігеля глухий рустований, на торці південного — кругла башта. Перекриття пласкі дерев'яні.
Планування флігелів — коридорне.
Основні габарити: довжина — 21 м, ширина — 8,5 м, висота — 4,5 м.

### Башта
Башта побудована в 1866–1898 роках як водонапірна споруда. Розташована на території парадного двору з торця південної служби. Під час радянсько-німецької війни була пошкоджена, відновлена 1947 року. Виконана в період історизму з цегли, потинькована, побілена, кругла в плані, триярусна. Стіни башти на висоту двох нижніх ярусів рустовані. Яруси розчленовані карнизами. Вхід в башту зі сходу, через прямокутний дверний отвір. У 1-му ярусі — два прямокутні вікна — з півдня і півночі, в 2-му ярусі башти — з півдня, зі сходу і півночі — по два спарені вікна, обрамлені наличником і розділені пілястром, висота якого рівна висоті вікна. У 3-му ярусі — круглі вікна, що виходять на 4 сторони світу, між ними розташовані ніші. Фасад башти завершений карнизом, над яким невисоке опорне кільце, що несе шатро у вигляді увігнутого конуса, завершений шпилем.
Основні габарити: діаметр — 6 м, висота — 12,6 м (до перекриття), 20 м зі шпилем.

### Служби
Служби (1830—1840-ві роки) розташовані на парадному дворі садиби. Дві будівлі служб ідентичні за своїми архітектурними формами. Споруди в стилі пізнього класицизму, основні об'єми з цегли, мезоніни — дерев'яні, прямокутні в плані, тиньковані. Центральна частина головного фасаду акцентована величезною напівциркульною нішею, в яку вписаний портик тосканського ордера 1-го поверху, що підтримує балкон мезоніну з балюстрадою. Скульптури сплячих левів встановлені з боків головних входів. Споруди включені в композицію парадного двору ансамблю.

### Альтанка Глінки

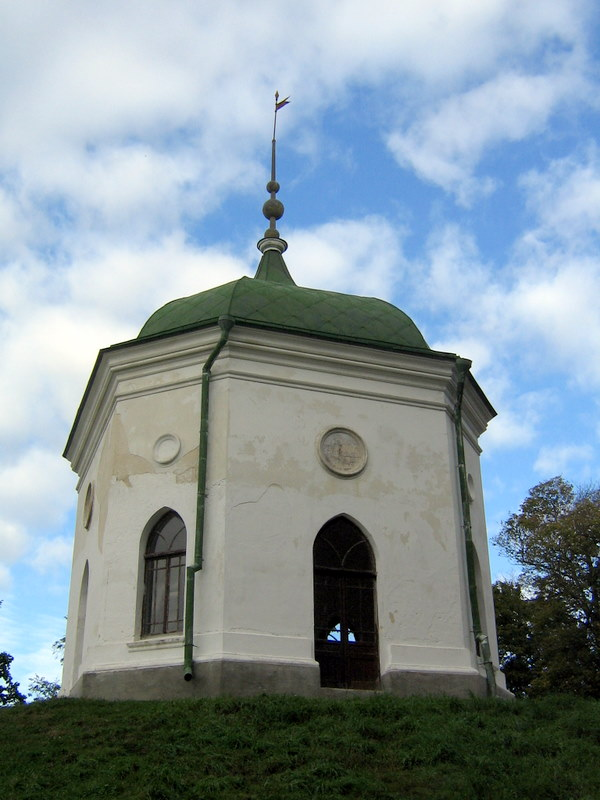
Альтанка Глінки

Альтанка Глінки (1830-ті роки) розташована на вершині пагорба на території парку.
Виконана у формах романтизму. Зазнала деяких змін наприкінці XIX століття. Під час радянсько-німецької війни пошкоджена, відновлена 1947 року. Тоді ж, імовірно, з'явився живопис в медальйонах. Споруда з цегли, тинькована, 8-кутна в плані, причому грані, що відповідають головним осям, ширше за грані по діагональних осях, дах — куполом з фігурним шпилем.
Під альтанкою в товщі пагорба міститься підвал із склепінням, з декоративними нішами і внутрішньостінними сходами. Підвал має 4 дверні отвори (3 з них закладені). Перед входами — трапецієподібні майданчики, обмежені підпірними стінами, спорудженими по зрізу пагорба. Вікна та двері мають стрілчасту форму. Фасади прикрашені медальйонами, розписаними за сюжетами опери «Руслан і Людмила». Покриття підлоги — металева плитка.
Розміри: висота з підвалом — 16 м, ширина — 8,3 м.
Альтанка — цікавий зразок паркової архітектури малих форм початку XIX століття, що гармонійно поєднується з природним оточенням. За переказами в павільйоні композитор М. І. Глінка працював над оперою «Руслан і Людмила».

### Георгіївська церква

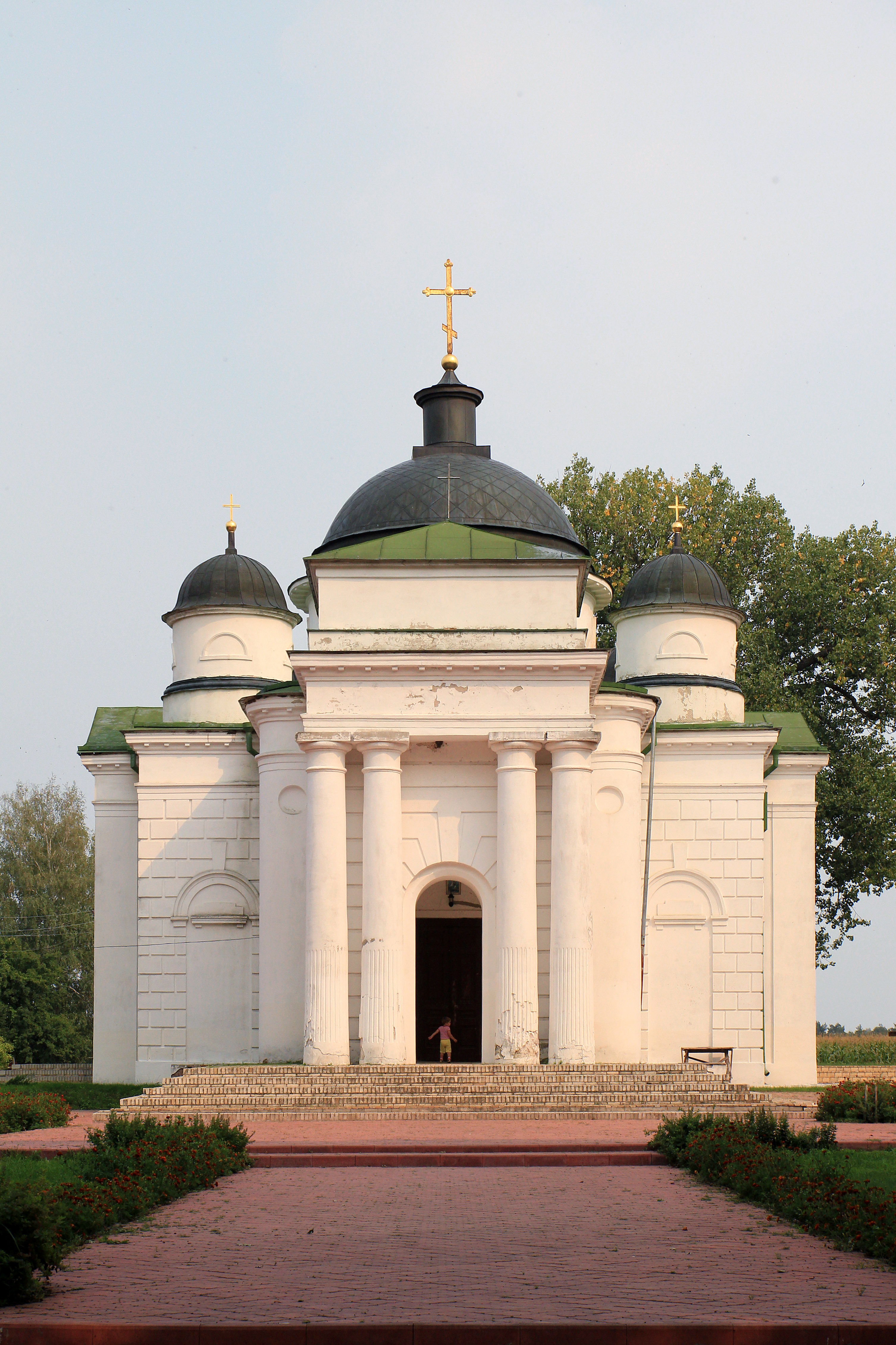

Георгіївська церква (1817–1828) споруджена в стилі ампір, з цегли, потинькована і побілена. У плані хрестоподібна з видовженим західним раменом і дзвіницею, що примикає до неї, з напівкруглою апсидою і кутовими прямокутними в плані камерами, рівними по висоті основному об'єму. Західний вхід акцентований 4-колонним доричним портиком (колони подвоєні), зверху антаблемент з тригліфами по фризу.
Втрачені північний і південний портики церкви і два верхні яруси дзвіниці, що значно збіднило силуети храму.
Фасади дзвіниці і кутових камер рустовані. Отвори прямокутні і напівциркульні, декоровані пілястрами, сандриками, архівольтами. Центральне приміщення церкви перекрите куполом, в західній частині — хори, на які ведуть гвинтові сходи в товщі західної стіни, рамена перекриті напівциркульними склепіннями. Над апсидою — конха.

### Господарська споруда
Господарська споруда (кінець XIX століття) дійшла до наших днів з невеликими перебудовами. Стилістично близька спорудам палацового комплексу (неокласицизму). Будівля з цегли, побілена, прямокутна в плані з ризалітом по центру східного фасаду, одноповерхова. Корпус значної протяжності, північний фасад членується пілястрами. Підфризовий поясочок, переходить в обрамлення круглих вікон, виділяє на фасаді піддашшя. Центральна частина головного фасаду акцентована 4-колонним портиком, над подвоєними колонами якого антаблемент і трикутний фронтон. Споруда з пласким склепінням, чотирискатним дахом на дерев'яних кроквах, покрівля металева. На фасадах під карнизом — колоподібні верхні вікна. В процесі експлуатації — повне внутрішнє перепланування.
Розміри споруди: довжина — 28 м, ширина — 11,2 м, висота — 5,7 м (до даху).
Пам'ятник є цікавим прикладом господарської садибної споруди кінця XIX століття.

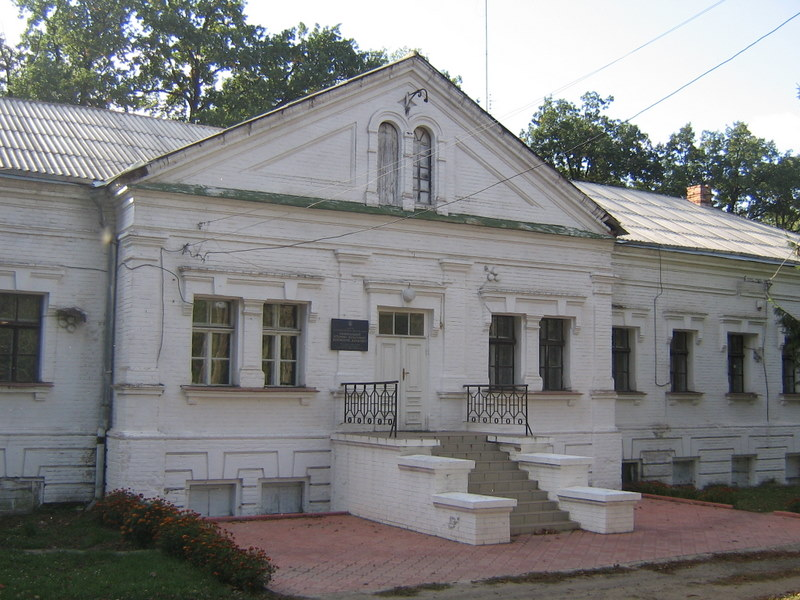
господарська споруда
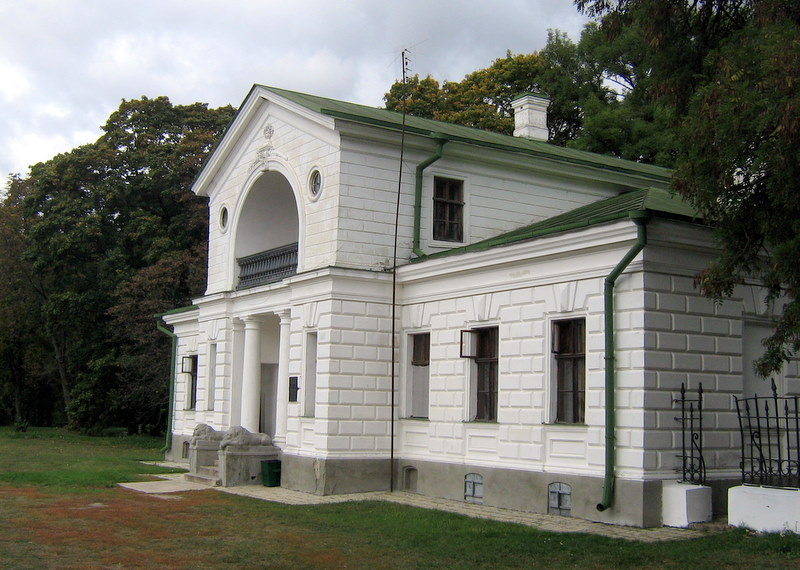
службовий флігель (північний)
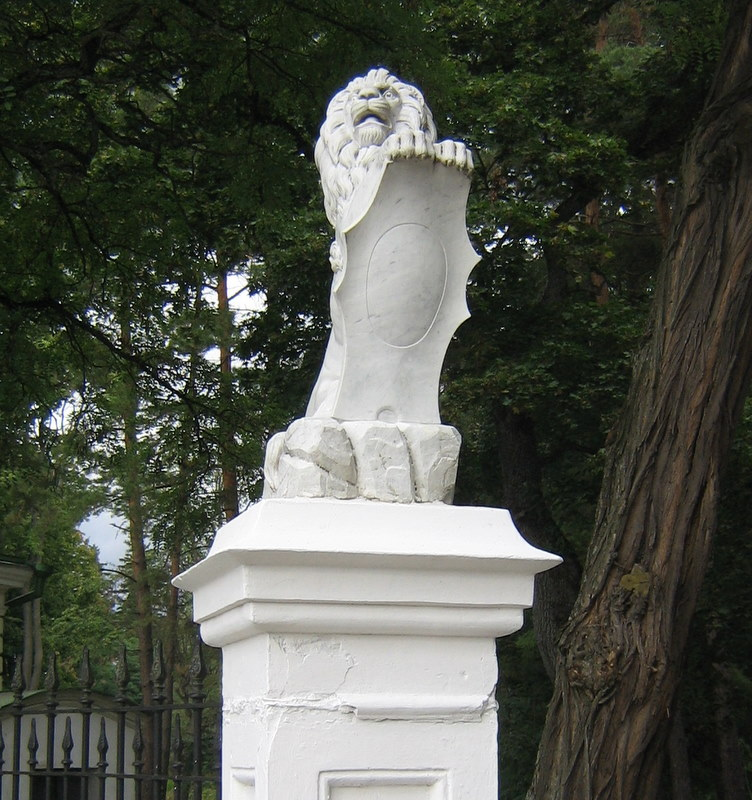
скульптура лева
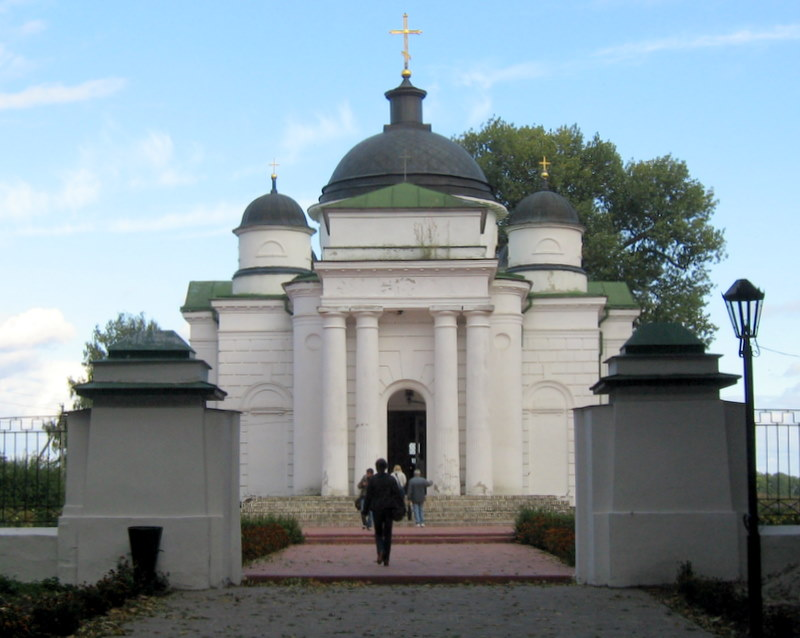
Георгіївська церква

## Парк
Качанівський парк, площею 560 га, виплеканий трьома поколіннями Тарновських, є одним із найбільших пейзажних парків в Україні та Європі. Виник на основі природного лісу і нараховує понад 50 порід дерев і 30 видів чагарників. У формуванні художнього образу парку особливу роль відіграють хвойні породи, акліматизовані в лісостепу — ялина, сосна кедрова, сосна Веймута, модрина, ялиця сибірська, кипарисовик горохоплідний. З екзотів привертають увагу коркове дерево амурське, маслинка вузьколиста, птелея, катальпа.
Парк поділяється на дві частини — регулярну та пейзажну (ландшафтну). Регулярна, прикрашена клумбами, розташована на підвищеному плато. Ця частина парку невелика і збагачена флігелями та спорудами різного призначення. Ландшафтна частина значно більша, складається із гаїв і дібров, що чергуються з полянами і дзеркалами озер (загальна площа — 125,63 га), розташованими на нижньому плато. Тут збереглись паркові мости, Гірки Кохання і Вірності, Штучні руїни на березі Великого ставу, які є пам'яткою садово-паркового мистецтва XVIII століття. Численні живописні алеї і доріжки перетинають парк у всіх напрямках.
Загальна довжина великої паркової дороги — 60 км.

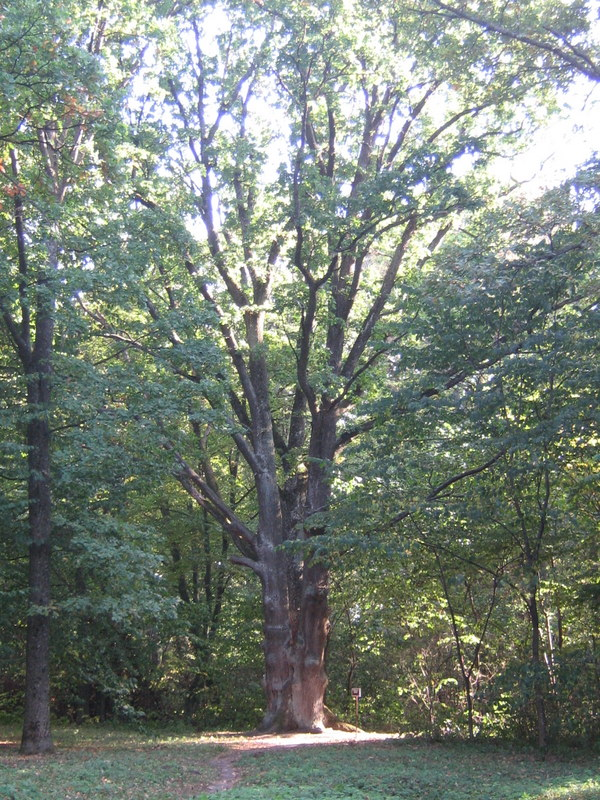
Дуб Довженка
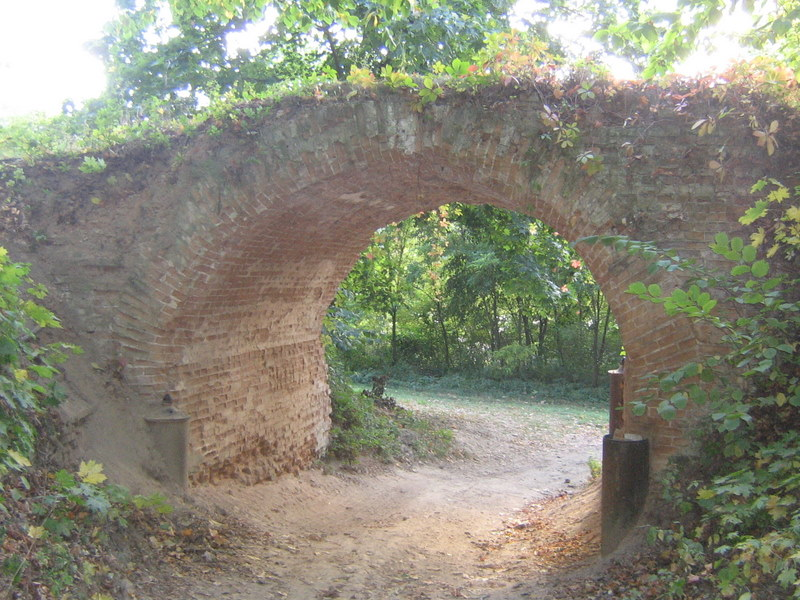
місток у парку
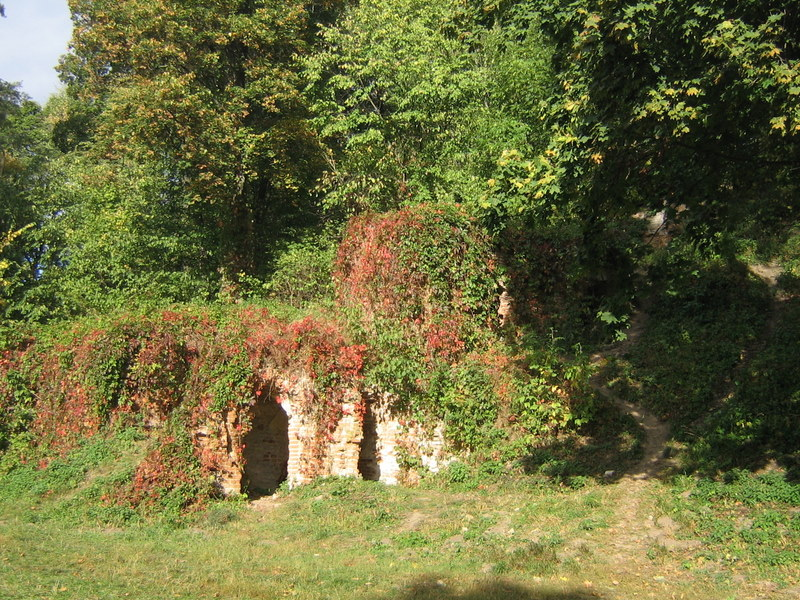
«Романтичні руїни»
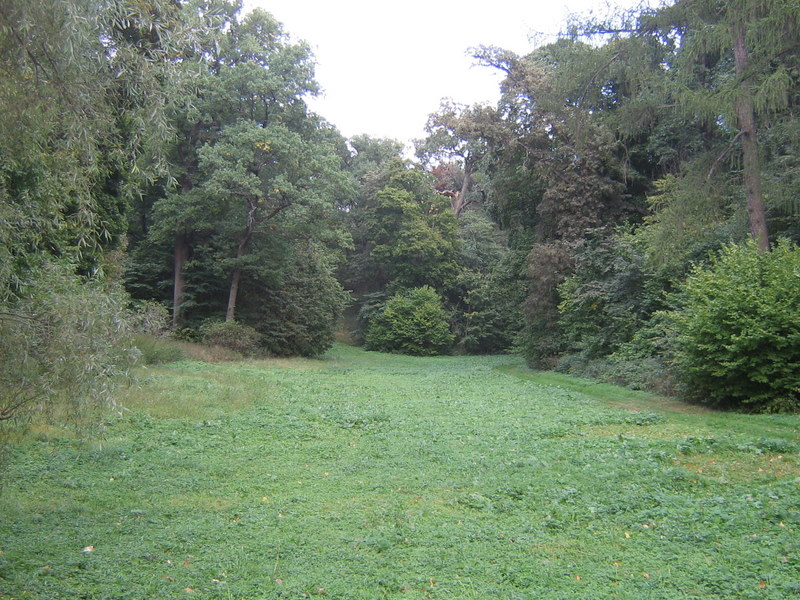
ландшафтна дільниця «Пуста криниця»

## Історія

### Заснування

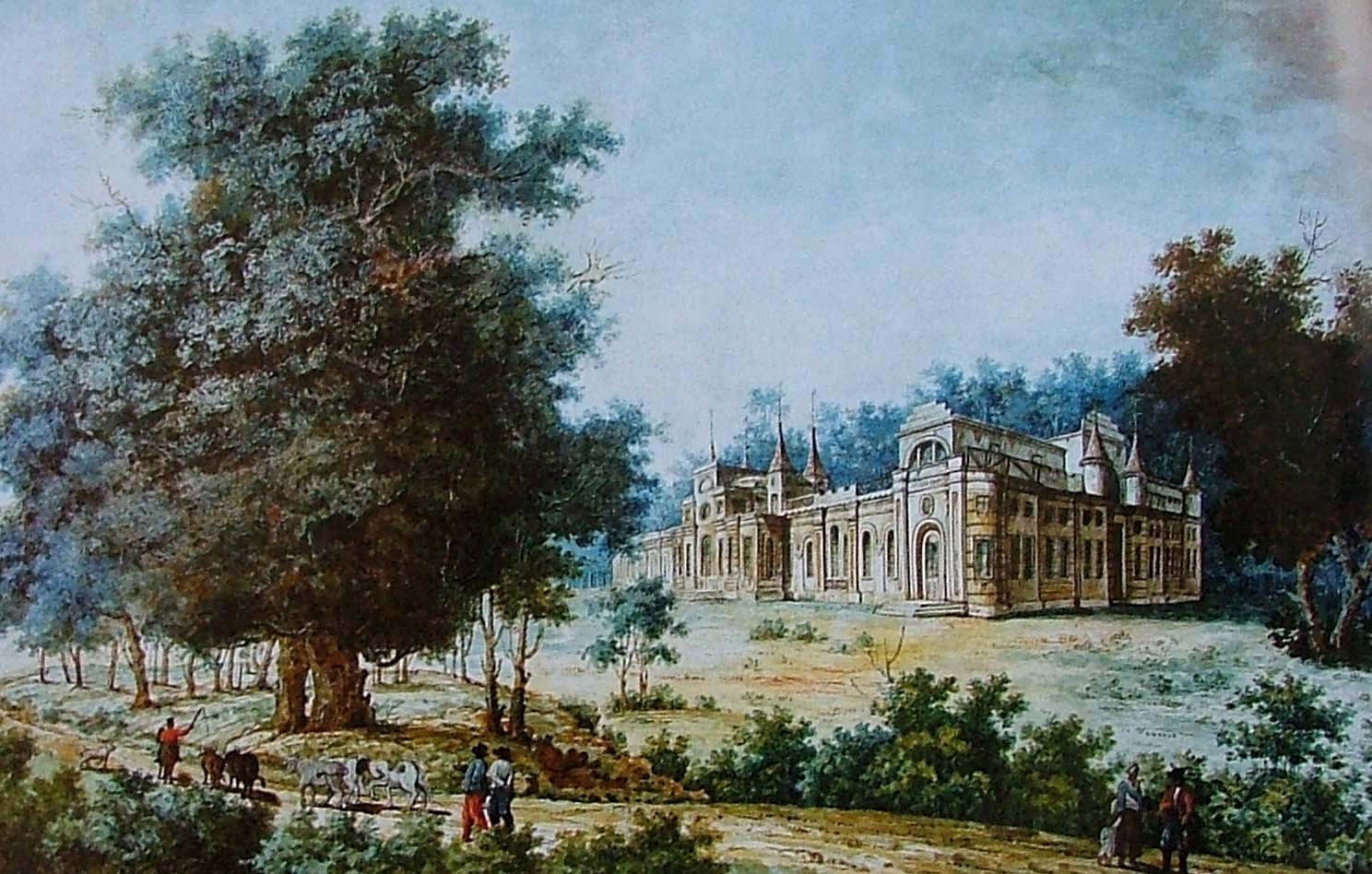
Качанівський палац близько 1800 року. Малюнок Олександра Кунавіна.

Садиба була заснована на місці хутора як одна із резиденцій президента Малоросійської колегії і генерал-губернатора Малоросії графа П. О. Рум'янцева-Задунайського. За проектом московського архітектора Карла Бланка український зодчий Максим Мосципанов звів розкішний палац та спланував регулярний парк при ньому. Архітектура палацу цього періоду належить до стилю романтичного напрямку, притаманного спорудам XVIII — поч. XIX століть.
Споруда палацу була одноповерховою з двосвітними центральними залами. Фасади декоровані романтизованими формами численних башточок, увінчаних шатрами, що переходили в шпилі, всебічними уступами та нішами, які загалом асоціювались з архітектурою Сходу, як того забажав замовник — герой російсько-турецьких воєн.

### Тарновські

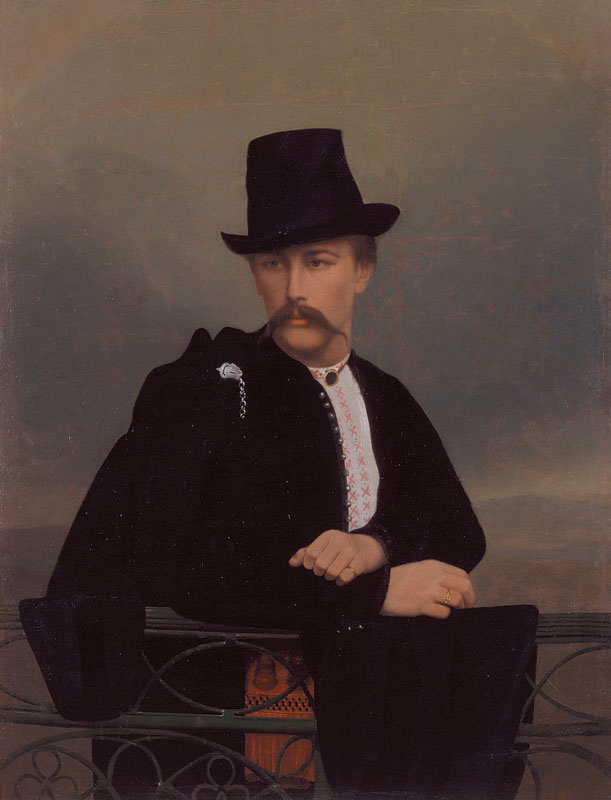
Василь Тарновський (молодший)

1808 року Рум'янцев продав маєток поміщику Г. Я. Почеці та його дружині Парасці Андріївні. За нових власників садиба переживає другий будівельний період. Розширюється територія садиби, палац перебудовують у стилі російського класицизму, зводять нові будівлі, закладають пейзажний парк. Після смерті Григорія Яковича в 1824 році маєток успадкував син його дружини від першого шлюбу Григорій Степанович Тарновський, і понад 70 років садиба належала Тарновським.
1828 року закінчилося розпочате ще за Г. Я. Почеки будівництво храму. Церкву освятили Георгієвською — на честь Георгія Хозевіта. В цей час садиба сформувалась у найкращих традиціях класичної схеми. Вона складалась з палацу з флігелями і баштою, двох служб — північної і південної, що завершували парадний двір; церкви-усипальниці, яка завершувала головну вісь композиції садибного комплексу.
За часів Тарновських палац пережив 5 будівельних циклів і дійшов до нас у зміненому вигляді, але все ж зберіг цілісність планувального рішення ансамблю і цільову єдність споруд. З 1-поверхового палац перебудований на 2-поверховий з невисоким куполом, згодом додали барабан, що надавав будівлі більш центричного характеру. 1-й поверх виконаний з цегли на вапняному розчині, 2-й — дерев'яний, обкладений цеглою і потинькований. На сході будівлі у флігелях і центральній частині палацу — портики, на заході — галереї. Фронтон портика завершується скульптурами німф.

#### Культурне життя
Багато видатних митців XIX століття знаходили своє творче натхнення, перебуваючи в Качанівці: Т.Шевченко, М.Костомаров, М.Максимович, М.Гоголь, М.Глінка, Марко Вовчок, Д.Яворницький, І.Рєпін, М.Ге, М.Щепкін та інші. Впродовж 1836–1838 рр. в садибі проводив літні вакації талановитий художник, учень Академії мистецтв Василь Штернберг, який тут написав найкращі свої твори, за що був удостоєний високих академічних нагород.
Альбом почесних гостей Качанівки налічує 608 автографів.
Влітку 1838 року в Качанівці плідно працював над оперою «Руслан і Людмила» Михайло Глінка. Тут він писав пісні, романси, кантату на честь Г.Тарновського «Гімн господарю». Деякі твори вперше виконувались у супроводі місцевого кріпосного оркестру, яким диригував сам маестро. Після від'їзду Глинки в садибі назавжди утвердився культ композитора. Досі на пагорбі біля Майорського ставу стоїть струнка, білокам'яна альтанка, названа його іменем.
Тарас Шевченко у травні 1843 року, під час своєї першої подорожі по Україні, їхав з Петербурга прямим призначенням у Качанівку, куди перед тим переслав одну з своїх найкращих картин — «Катерина».
В садибному парку збереглась галявина, де під віковим дубом поет спілкувався з місцевими селянами і кріпосними музиками. Неподалік височіє могила-курган художника Григорія Честахівського, товариша і духівника Т.Шевченка, який передав у Качанівку особисті речі, рукописи, художні твори Кобзаря.

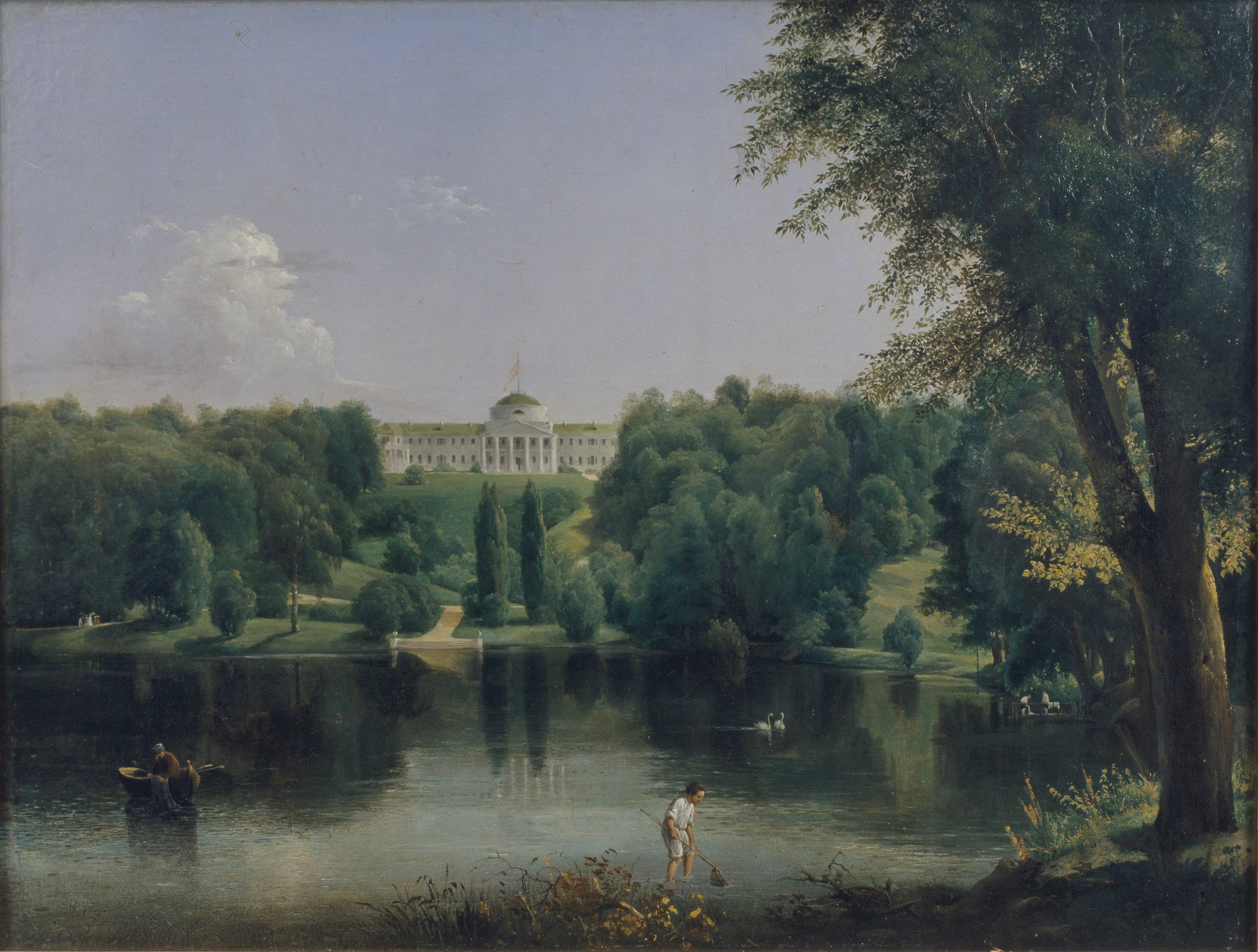
«Качанівка» (В. Штернберг)
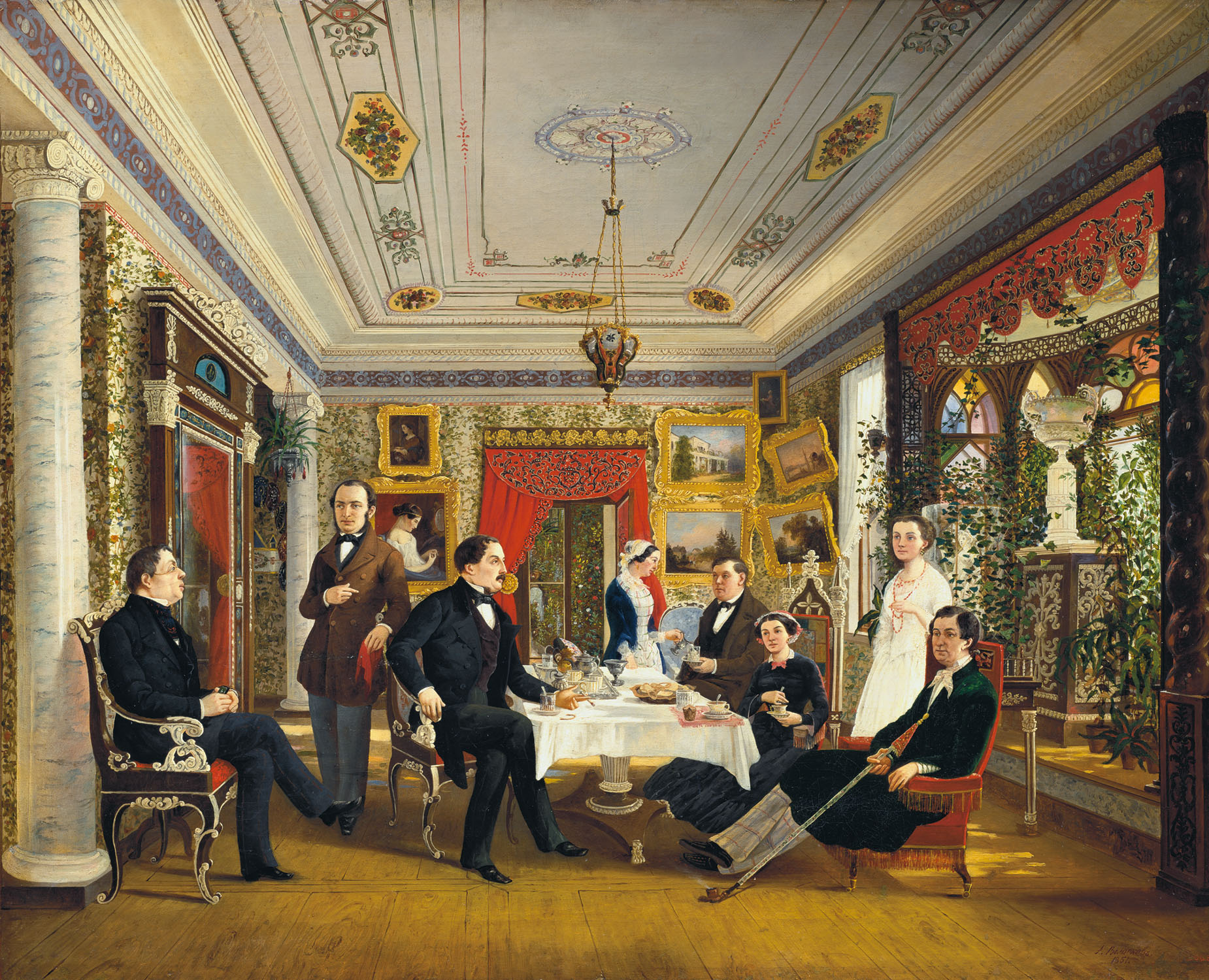
«За чайним столом в Качанівці» (О.Волосков)
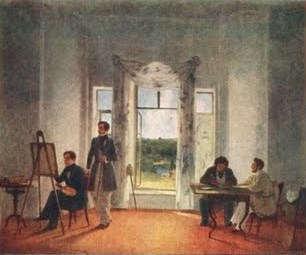
«Глінка в Качанівці» (В. Штернберг)

##### Колекція Василя Тарновського

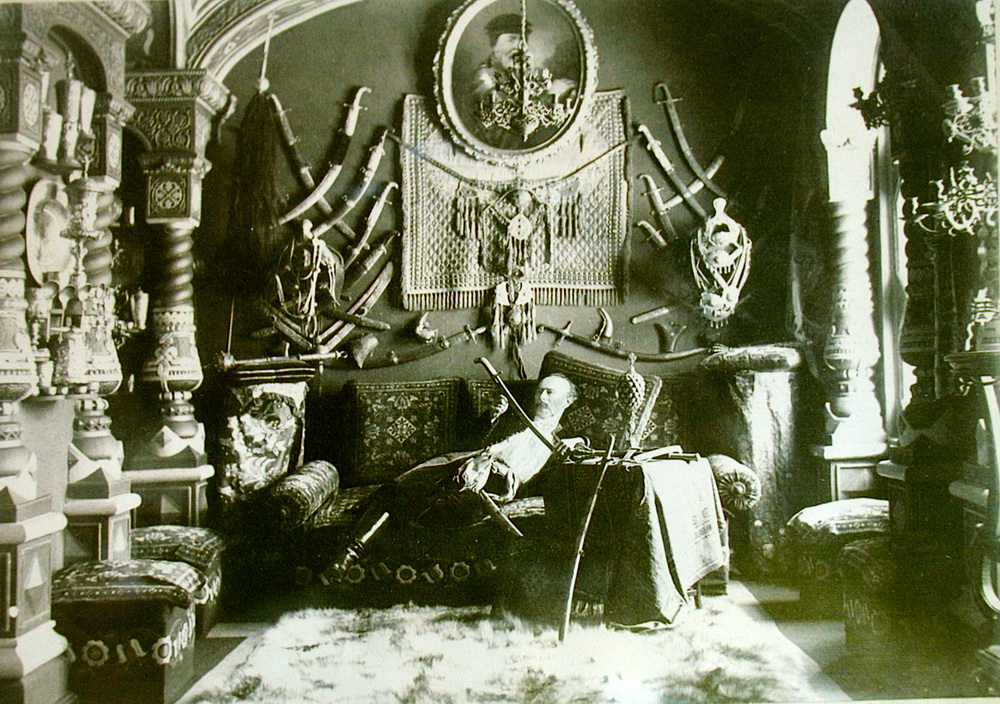
Кабінет-музей В.Тарновського

Колекціонуванням В. В. Тарновський (молодший) захопився ще в студентські роки. Основу його унікального зібрання складали козацькі реліквії і безцінна шевченкіана. Серед раритетів колекції були шабля Богдана Хмельницького, особисті речі Івана Мазепи, Семена Палія, Павла Полуботка, Кирила Розумовського, козацькі шаблі, клейноди, гетьманські універсали, портрети багатьох відомих діячів козацького руху.
Це був справжній музей українознавства, заповіданий колекціонером-меценатом Чернігівському губернському земству для створення музейних експозицій. Качанівську колекцію сучасники оцінювали в кілька сотень тисяч карбованців сріблом.
Інтерес до колекції 1880 року привів у Качанівку Іллю Рєпіна для продовження роботи над знаменитою картиною «Запорожці пишуть листа турецькому султану». Протягом майже всього літа художник замальовував козацькі реліквії, писав портрети господарів садиби, пейзажі, працював над картиною «Вечорниці».

### Харитоненки

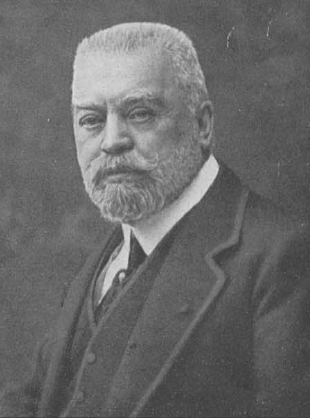
Павло Харитоненко

Значні витрати на благодійництво й колекціонування, спосіб життя на широку ногу, заведений у Качанівці, поставили Василя Тарновського-молодшого на межу банкрутства. 1897 року він був змушений продати викохану садибу мільйонеру-цукрозаводчику Павлу Харитоненку. Новий господар розгорнув у помісті великі будівельні роботи. Перебудовою займався відомий німецький архітектор Карл Густавович Шольц. Був капітально відремонтований і частково перебудований палац, який набув сучасного вигляду: з'явилися нові садибні будівлі, більшість із яких збереглась до наших днів; повністю змінилися інтер'єри, для виконання робіт запросили модного на той час московського живописця Авґуста Томашку. За рахунок придбання сусідніх лісових ділянок розширився парк. Садибу електрифікували й телефонізували.
Останніми господарями садиби протягом 1914–1918 рр. була старша донька «цукрового короля» Олена та її чоловік Михайло Олів. За їхніх часів садиба, як і раніше, процвітала. Тут містилися картинна галерея, велика бібліотека, шанувалися найкращі традиції минулого, гостювали цікаві люди (зокрема, в червні 1915 року садибу відвідали художники М.Добужинський і К.Петров-Водкін). Попри це культурне життя Качанівки поступово завмирало.

### Радянська влада
1918 року садибу націоналізувала радянська влада. У 1925–1933 роках у Качанівці діяла дитяча комуна імені Воровського.

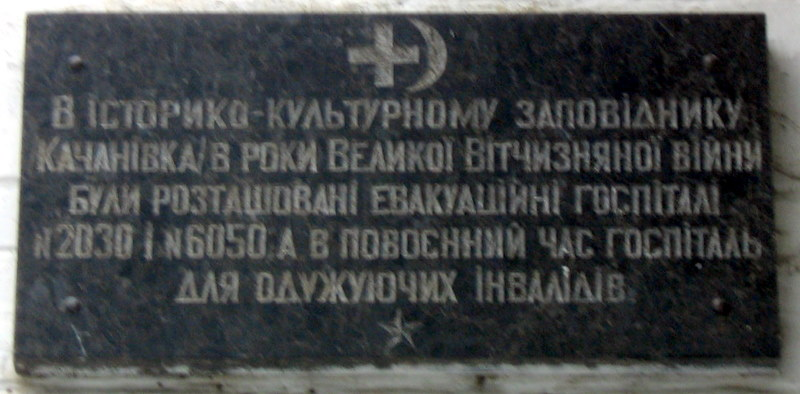
меморіальна дошка

Під час радянсько-німецької війни на території садиби перебували евакуаційні госпіталі № 2030 і № 6050, а в повоєнний час — шпиталь для одужуючих інвалідів, про що свідчить меморіальна дошка на будинку адміністрації.
Згодом, до 1981 року, садибний комплекс використовували в оздоровчо-лікувальних цілях. Протягом тих десятиліть палацово-парковий ансамбль приходив у запустіння, руйнувався, втрачав свою колишню велич і красу.
1973 року дирекція туберкульозного санаторію, яка займала тоді садибу, звернулася до інституту «Укрпроектреставрація» з проханням провести обстеження палацово-паркового комплексу і виконати реставраційні роботи задля збереження пам'ятки історії і культури. Фахівці інституту під керівництвом архітектора-реставратора Маріоніли Говденко провели обстеження споруд комплексу і розробили програму реставраційних робіт.
Архітектор Володимир Новгородов виконав обмір палацу, дослідження і проект реставрації. Починаючи з 1975 року, головний архітектор проектів Б. Тимофєєва та фахівці інших професій (археологи, хіміки-технологи, конструктори, живописці, деревообробники, металісти) проводили додаткові обстеження палацу, церкви, служб, господарських споруд для встановлення їхнього технічного стану.
Згідно з постановою ЦК Компартії України та Ради Міністрів УРСР від 24 листопада 1981 року, Качанівку оголосили Державним історико-культурним заповідником, відтоді її поступово відновлюють.

## Сучасність

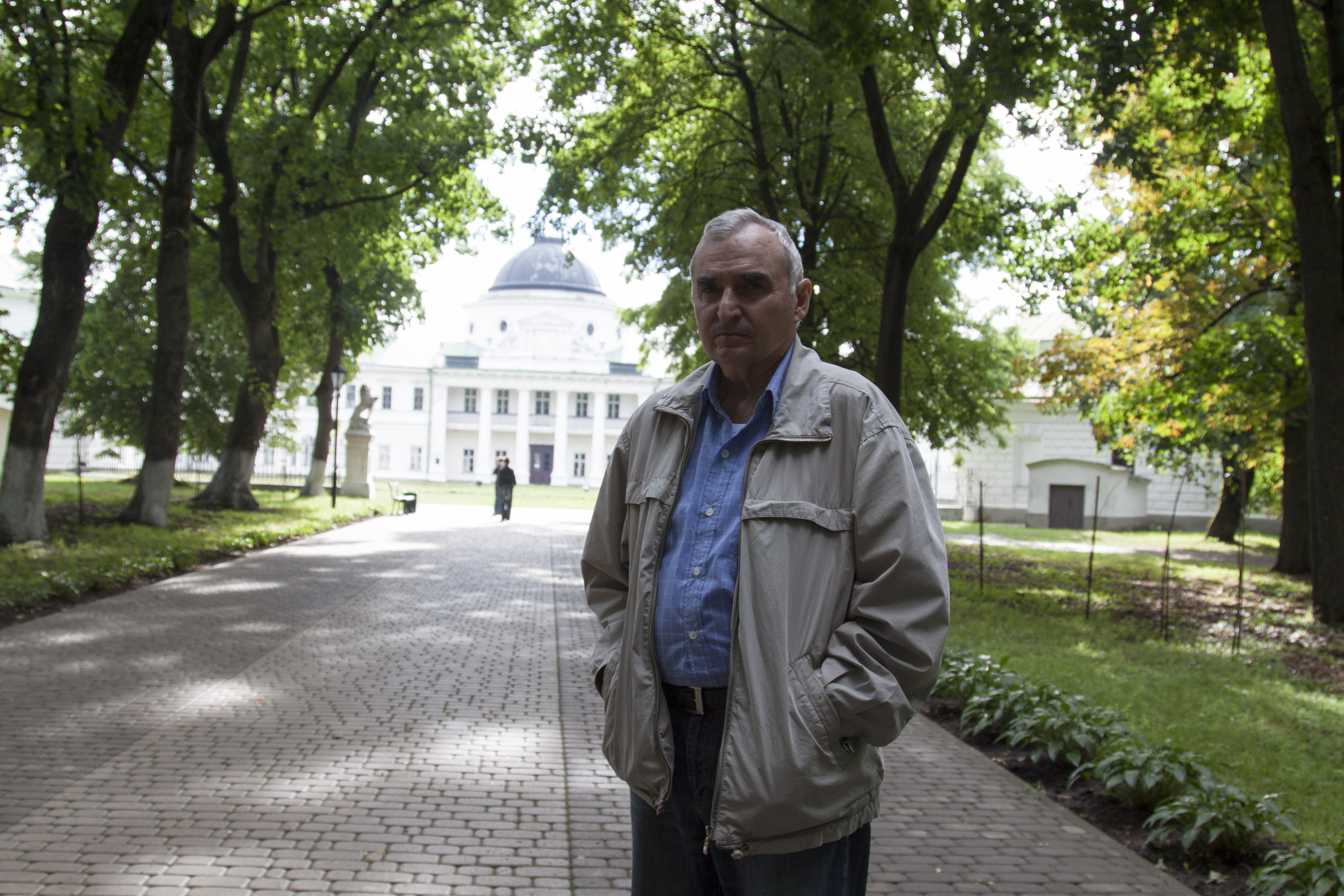
Праонук Карла Шольця — Віктор Шольц в Качанівці в 2012 році

Указом Президента України від 27 лютого 2001 заповіднику надано статус Національного.

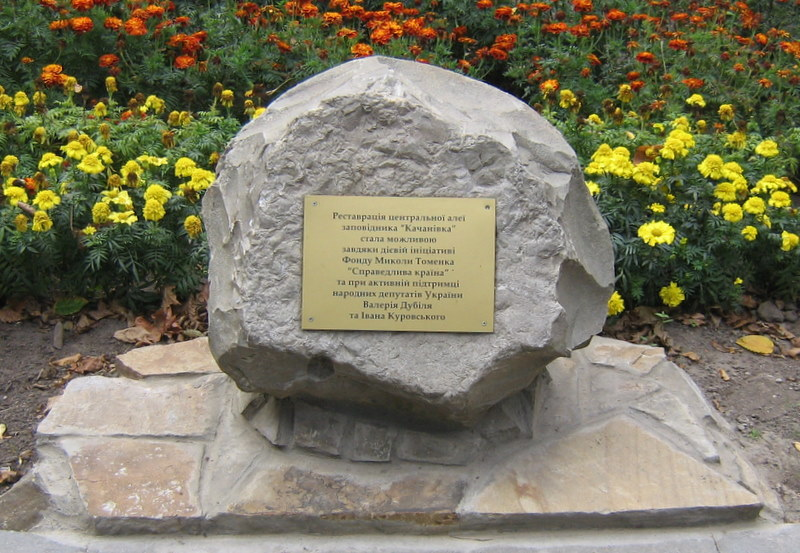
пам'ятний камінь

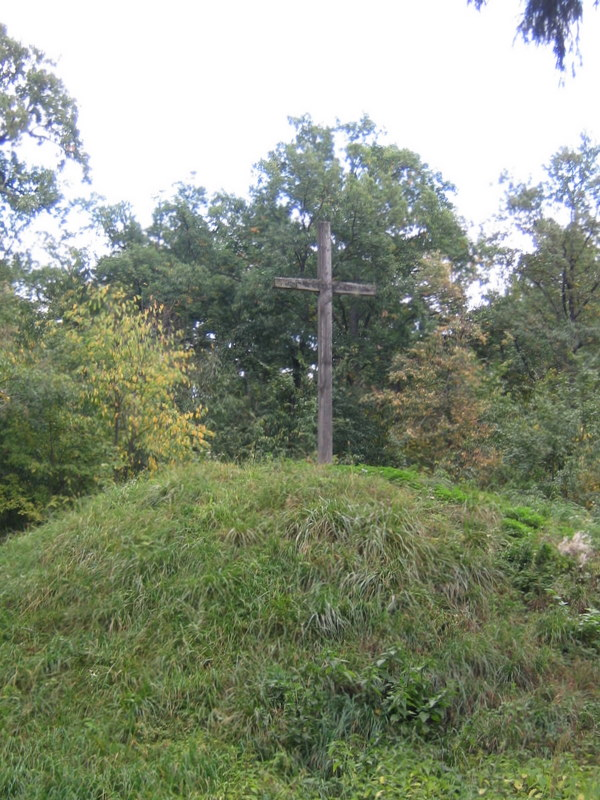
Могила Честахівського в Качанівці

У заповіднику проводять наукову, пошукову, дослідницьку, культурно-просвітницьку й експозиційну роботу. Зусиллями нащадків колишніх господарів садиби Тарновських, що проживають у Великій Британії, Німеччині, Києві, створено й активно діє Міжнародне товариство «Друзі Качанівки», яке ставить за мету залучення коштів і спонсорів для відродження палацово-паркового ансамблю та перетворення його на міжнародний культурний центр.
З 2004 року започатковано проведення щорічного літературно-мистецького свята «Качанівські музи». Впорядковано чотири туристичні маршрути, налагоджено екскурсійне обслуговування, на основі фондових матеріалів створені нові виставки.
У 2009 році завдяки сприянню фонду Миколи Томенка «Справедлива країна» та за активної підтримки народних депутатів України Валерія Дубіля і Івана Куровського в заповіднику до Дня незалежності України відремонтували центральну алею, про що свідчить пам'ятний камінь.

### Експонати виставки

Венера Переможниця
Хлопчик з тамбурином
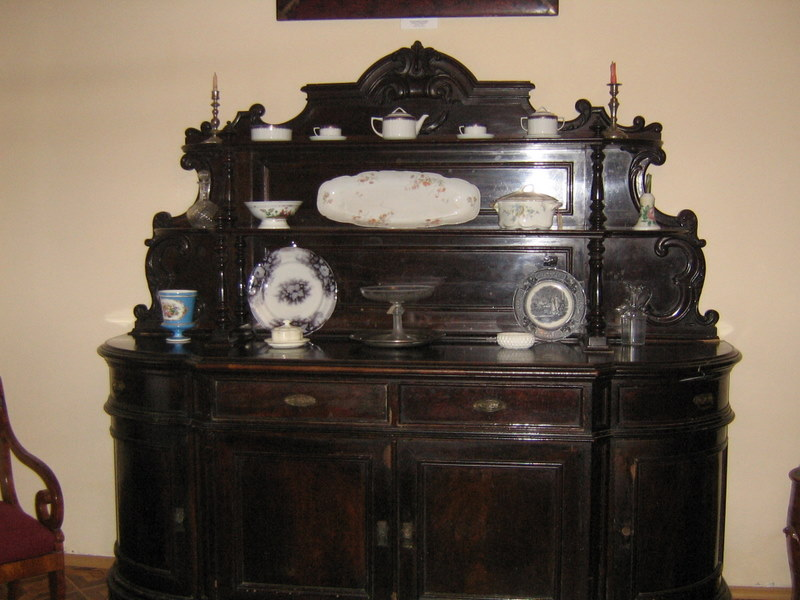
Буфет 19 століття
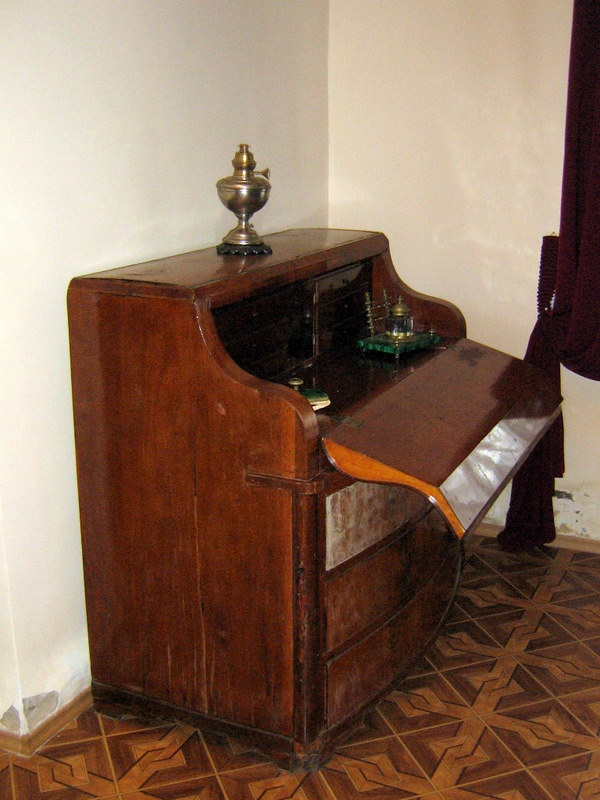
Стіл-бюро

## Галерея

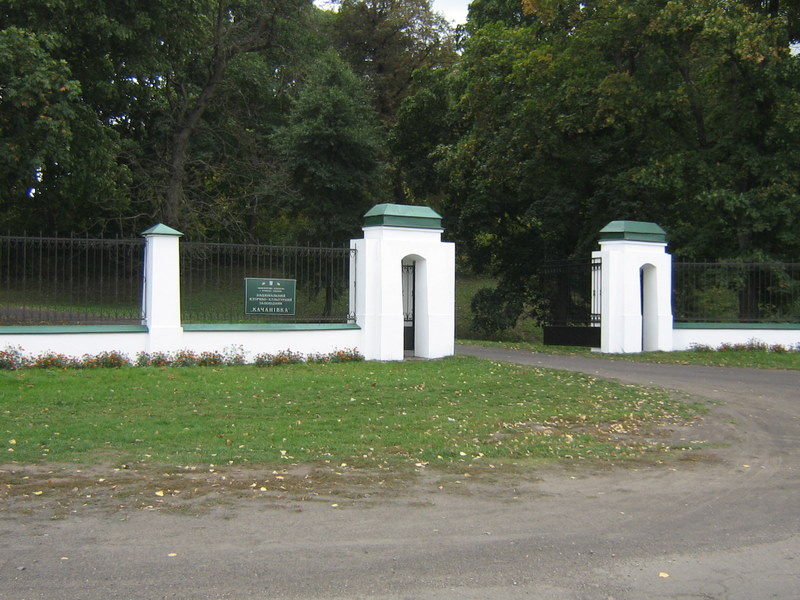
в'їзд до парку
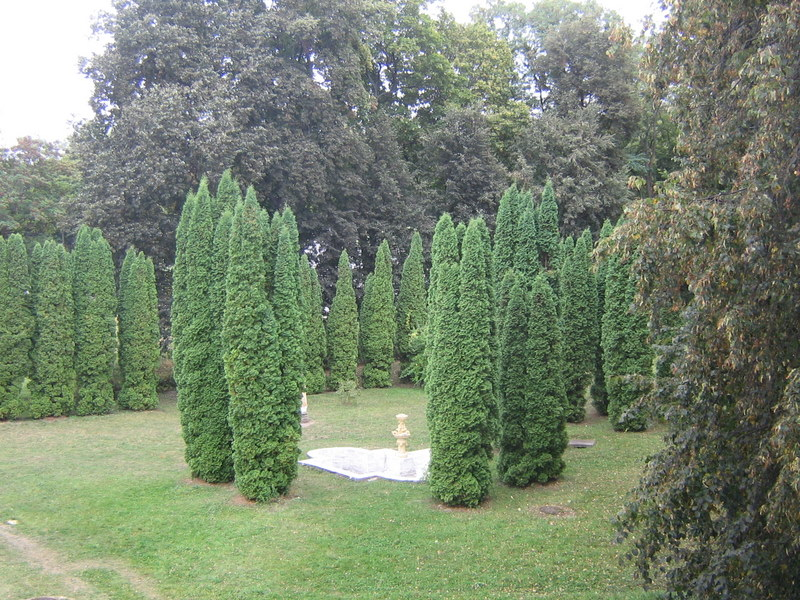
«Інтимний скверик»
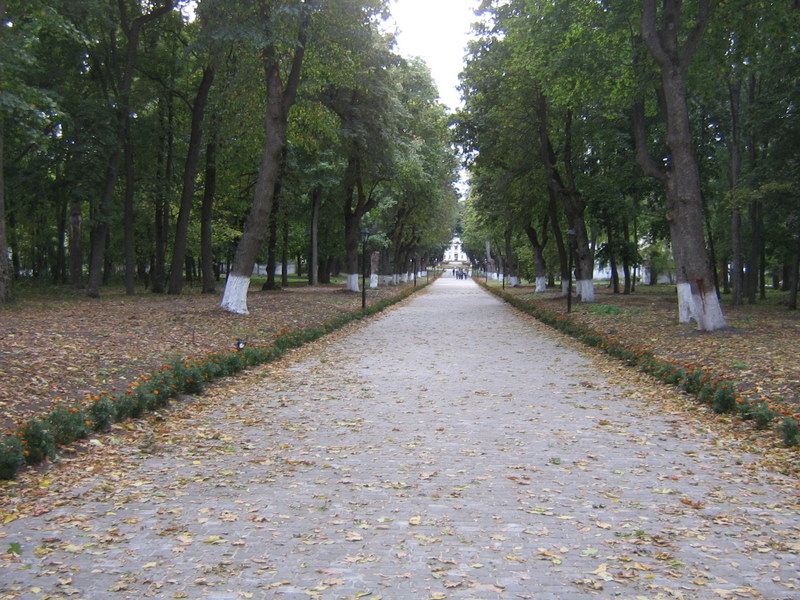
центральна алея
Копія скульптури 17 ст. «Алегорія зими» П'єра Легро старшого